# NLOS-LS
NLOS-LS（Non-Line-of-Sight Launch System、非直接照準発射システム）とは、アメリカ合衆国のレイセオン社を中心に開発されていた新型ミサイル・システムである。
NLOS-LSはアメリカ陸軍の将来型戦闘システム（Future Combat Systems, FCS）計画とアメリカ海軍の沿海域戦闘艦（Littoral Combat Ship, LCS）計画に採用するために、レイセオン社（Raytheon）とロッキード・マーティン社（Lockheed Martin）のジョイントベンチャー企業であるNETFIRES社（NetFires Limited Liability Company 、LLC）によって2008年から「Netfires 計画」と呼ばれる開発計画で開発が進められているミサイル発射パッケージである。
しかし、2010年4月にアメリカ陸軍より開発中止が発表された。計画中止後の2010年現在では、ロッキード・マーティン社が同システムを同時に採用する予定であったアメリカ海軍に対していくつかの代用案を提出しており、現在の研究を元にしての新システム開発が模索されている。

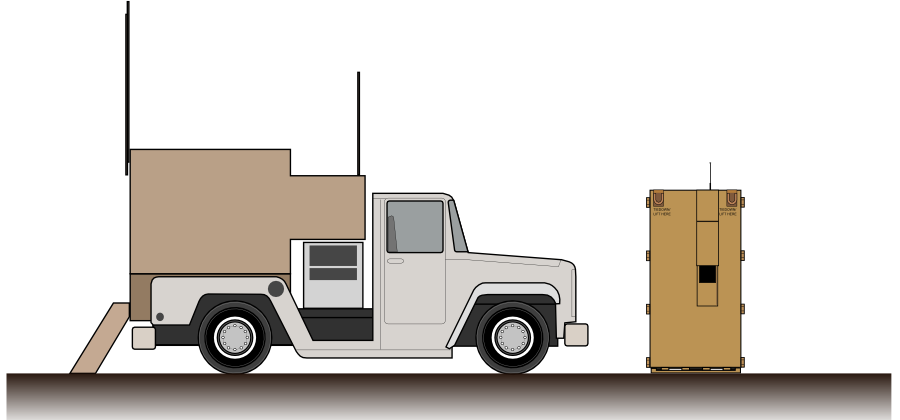
移動司令車と発射機

## 概要

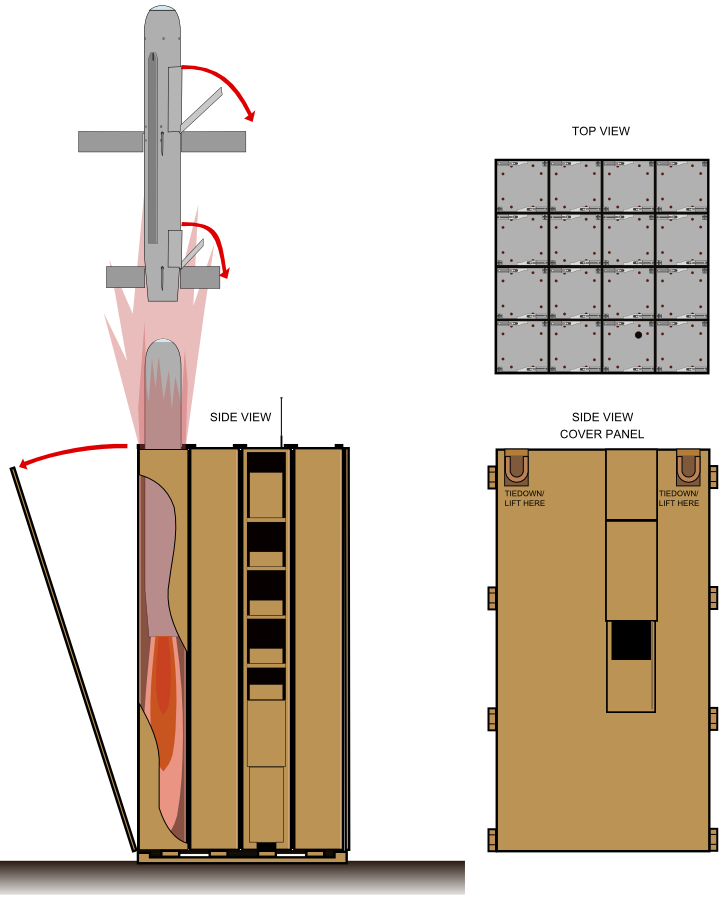
NLOS-LS
ミサイルは垂直に打ち上げられた後でロケット自身の機動によって目標へ向かう。左側の黄色い部分がCLUの内側、右側はその外側を囲って保護している4枚のパネルの1つ。右上は上面図で4ｘ4の構成が見える。

この計画は先進火力支援システム（Advanced Fire Support System）として1997年から開発計画が始められていたものである。このシステムでは発射時の加速を弱くすることで、キャニスターとミサイルの負担を軽減している。
このシステムは発射機と移動司令所、そして発射機に内蔵されるミサイルから構成される。発射機本体は縦横共に1.2m程、高さは2m程で重量1.5トン弱の直方体の塊であり、内部には垂直に15本のミサイル・キャニスターと1本のコンピュータ・通信ユニットが隙間なく収められている。地上、船上、車輌上からの発射が想定されており、特に地上での設置後は無線による遠隔操作以外は人手を必要とせずバッテリーが続く限り発射まで放置できる。内部のキャニスターにはそれぞれ1本のPAM（Precision Attack Missile）が収められており、VLS（Vertical Launching System　垂直発射システム) と同様に発射時には垂直に打ち上げられた後でロケット自身の機動によって目標へ向かう。
ミサイルが収められたキャニスターは1本ずつが独立したコンテナであり、下端部の接続保持部と上端部のロック機構によって縦横4列で合計16本が束ねられている。ミサイルが発射された場合の交換作業は、まず側面パネル1-4枚が取り払われる。発射して空になったキャニスターだけが取り除かれて新たにミサイルが収められたキャニスターが兵士2人の手で空いた位置に取り付けられ、最後に側面パネルが戻される。電源バッテリーも定期的な交換が必要になるが、これら以外での保守の手間はかからない様に計画されている。

## CLU
CLU（Container Launch Unit）と呼ばれる発射機は、内蔵されているコントロールユニットと離れた場所から操作する移動司令所との間で無線によって一定時間ごとに情報交換されており、ミサイルの状態やバッテリー残量などが確認出来るだけでなく、発射操作も遠隔命令によってコントロールできる。
発射機は比較的小型軽量であるため、ピックアップトラックでも運搬できる。小型トラックの荷台に搭載された1つの移動司令所からは複数のCLUが制御でき、CLUに携帯端末を接続して直接発射制御を行なうことも可能である。

### CLU 主要諸元
- 内蔵ミサイル数： キャニスター入りミサイル×15発
- 縦横高さ： 詳細不明（縦横1.2m程、高さ2m程）
- 重量： 約3,150ポンド（約1,428kg）
- 無線ネットワークによる自動位置検出機能
- 自律的垂直発射機能

## PAM
米レイセオン社によって本システム専用に新たに開発されたPAM（Precision Attack Missile）は発射後、搭載のGPS受信機等の誘導下で固体ロケットと推力方向制御により最大40km飛翔し、指定された目標近くでは、内蔵の赤外線センサーの誘導に切り替わって攻撃目標を探知する。飛翔中にも目標座標の変更が双方向通信機能を備えた無線通信によって可能なため、前線観測員やUAV、自動センサーなどからの情報を受けながら移動目標への攻撃も可能である。また、搭載の画像認識装置が赤外線センサーの情報を元に例えばT-72のシルエットだけを攻撃するように指示することが可能となっている。目標破壊は5kgの成形炸薬弾頭によって行なわれる。レーザー照射誘導装置も使用できる。
非装甲車輌、装甲車輌、掩蔽物、その他必要に応じた目標物に対して使用される。GPS/INSモード、セミアクティブ・レーザー追尾モード、自動画像化赤外線モードの3つのミサイル誘導モードを使い分ける。多様な目標に効果的な多モード弾頭を備える。無線ネットワークによって外部から提供される目標物の画像情報が利用できるため、追尾する対象物を光学的に認識することが出来る。
PAMの射程は当初 60km（37マイル）で計画されていたが、初期開発型では見送られ将来発展型での実現される予定とされた。
非冷却型赤外線（Uncooled Imaging Infrared、UCIIR）センサーとセミアクティブ・レーザー・センサーという2種類のシーカーによる画像情報は自動目標認識（ATR）技術によって処理されるため、PAMは自動誘導でもレーザー・デジグネーターによる誘導でも目標に命中できる。

### PAM 主要諸元
- 重量： 117ポンド（53kg）
- 直径: 7インチ（17.78cm）
- 誘導方式： GPS/INS（慣性誘導）、赤外線追尾
- データリンク： 飛翔中のネットワーク経由の目標変更と画像情報の更新機能
- 推進機： 可変スラスト・固体ロケットモーター（Aerojet General社製）
- 速度： 亜音速
- 射程： 40km（25miles）

## LAM
LAM（Loitering Attack Munition）はPAM同様に本システム専用として当初、ロッキードミサイル・アンド・ファイヤーコントロール社（Lockheed Martin Missiles and Fire Control）によって開発が進められていたが、現在は契約が打ち切られたため、PAMだけが唯一のNLOS-LS用のミサイルとなっている。

### LAM 主要諸元
- 重量： 117ポンド（53kg）
- 幅： 7.5インチ（19.05cm）
- 誘導方式： GPS/INS（慣性誘導）、自動画像認識機能付きのLIDAR（Laser Detection And Ranging、レーザーレーダー）センサー
- データリンク： 飛翔中のネットワーク経由の目標変更と画像情報の更新機能
- 推進機： マイクロ・ ターボジェット　（少なくとも45分間の飛行の耐久持続性が求められた）
- 速度： 亜音速
- 射程： 70km＋ロイター飛行30分間（計画では200km、125milesの最大射程が求められた）

## 計画の進展
- 2002年11月 - 誘導状態でのPAMの初打ち上げ[3]
- 2005年12月 - LAM用ブーストテスト機（BTV）の試験飛行[4]
- 2004年3月 - NETFIRES社は国防高等研究計画局（DARPA）からシステム開発と試作機製作の契約（System Development and Demonstration contract）を獲得した。
- 2007年4月 - CLUからPAMの打ち上げ成功[5]
- 2007年6月 - 強化型掩蔽壕に対するPAM弾頭テストの成功[6]
- 2008年5月15日 - PAMの発射テストに成功[7]
- 2010年4月 - アメリカ陸軍が計画の中止を発表[1]

## 画像

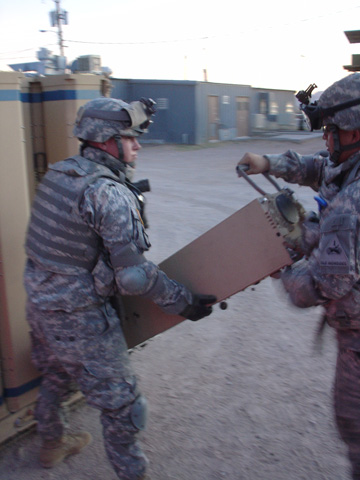
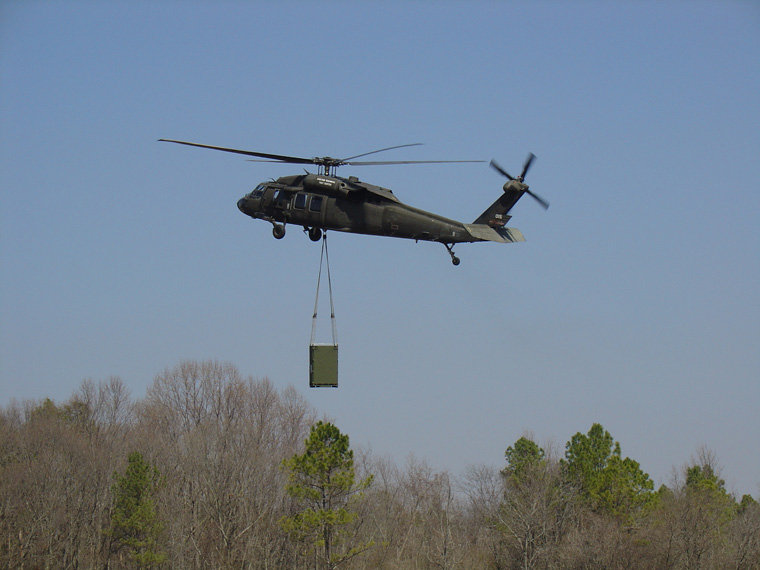
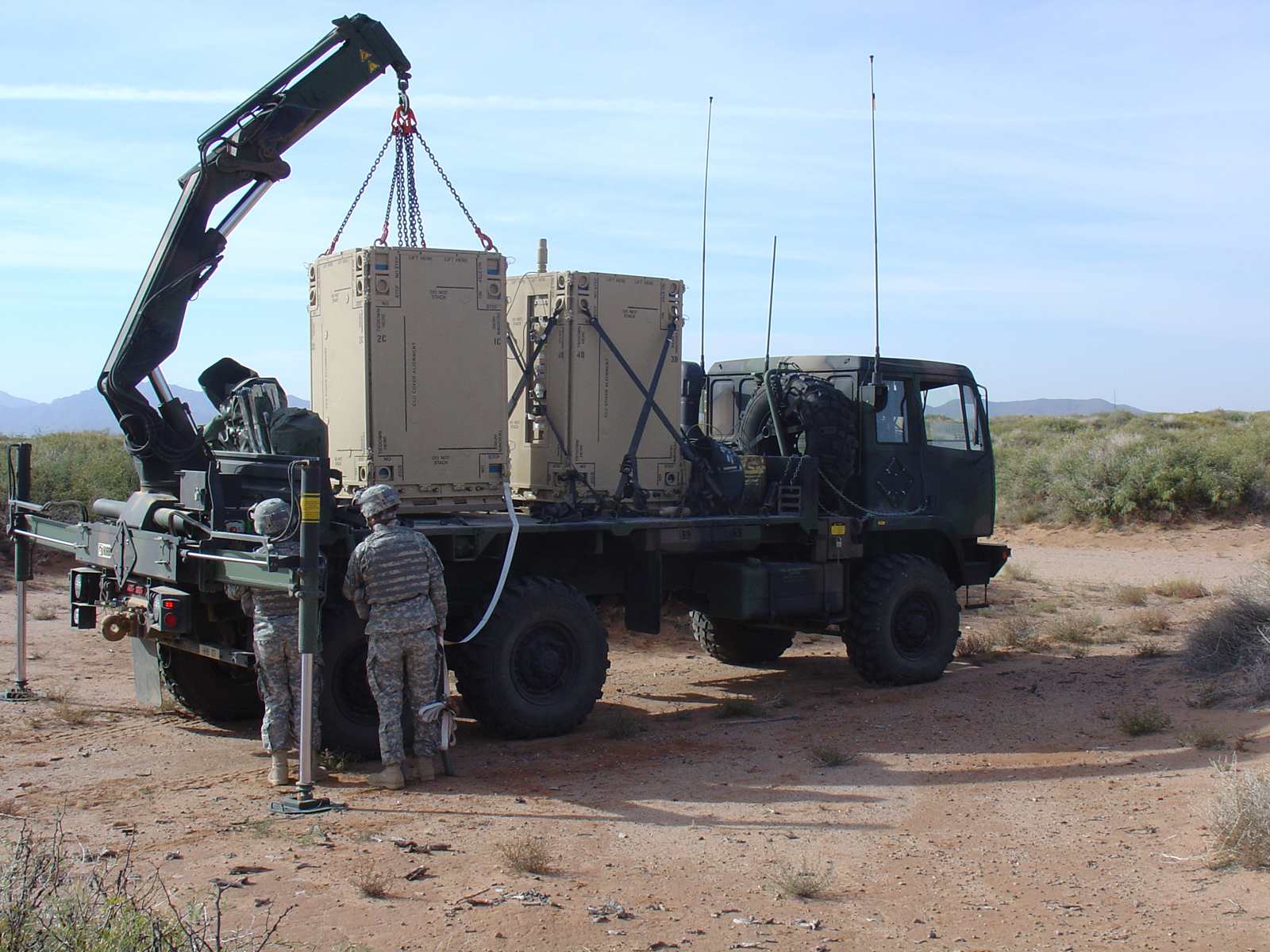
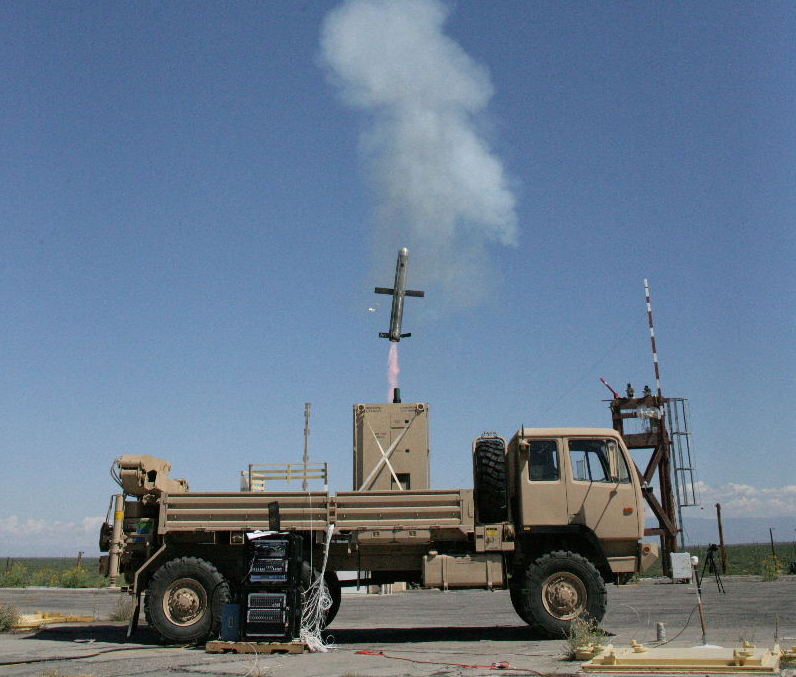